# Amtar
Amtar (franska: Amtar (CR), Amtar (Commune Rurale), arabiska: اكوراي (البلدية)) är en kommun i Marocko.   Den ligger i provinsen Chefchaouen och regionen Tanger-Tétouan-Al Hoceïma, i den nordöstra delen av landet, 230 km nordost om huvudstaden Rabat. Antalet invånare är 10 038.